# Lluís Rabell
Josep Lluís Franco Rabell, né le 17 février 1954 à Barcelone, plus connu sous le nom de Lluís Rabell, est un traducteur, militant et homme politique espagnol. 
Il est député au Parlement de Catalogne et président du groupe parlementaire Catalogne oui c'est possible, depuis octobre 2015. 

## Biographie

### Jeunesse et carrière professionnelle
Né dans la Vieille ville de Barcelone, il y vit jusqu'à ses quatorze ans, quand sa famille s'installe dans l'arrondissement de l'Eixample. À partir de 1977, il vit en France, à Montpellier où il est diplômé en traduction et interprétation de l'université Paul-Valéry et à Paris pour y travailler en tant que traducteur franco-catalan. À son retour en 1987, il s'implique dans le milieu associatif pour le voisinage et devient président de l'Association des voisins de l'Eixample. Il est également administrateur de Talleres Franco S.L., une entreprise familiale de marbrerie qui fera faillite en 2010. 

### Carrière politique
En 1988, il se présente comme candidat de la province de Tarragone aux élections régionales de Catalogne avec le Parti ouvrier révolutionnaire (PORE), en 7e position sur la liste. Plus tard, il milite avec la Gauche unie et alternative (EUiA) et Révolte globale, la branche catalane de l'organisation politique Gauche anticapitaliste. 
Il prend souvent position contre la politique de Xavier Trias, maire de Barcelone de 2011 à 2015, mais il est proche de l'actuelle maire, Ada Colau.
Second vice-président de la Fédération des associations des voisins de Barcelone, il en est élu président fin 2012 et succède à Jordi Bonet. 
En 2014, lors du vote sur l'avenir politique de la Catalogne, dont les questions sont « Voulez-vous que la Catalogne devienne un État ? » et « En cas de réponse affirmative, voulez-vous que cet État soit indépendant ? », il est un des initiateurs et signataires du manifeste de gauche pour le oui-oui,.
En juillet 2015, il annonce qu'il sera tête de liste de la candidature Catalogne oui c'est possible pour la province de Barcelone aux élections régionales catalanes du 27 septembre suivant. Cette candidature est une coalition d'Initiative pour la Catalogne Verts (ICV), de la Gauche unie et alternative (EUiA), de Podemos et d'Equo,. Il est élu député au Parlement de Catalogne et siège à partir du 26 octobre.